# Koontz Lake (Indiana)
Koontz Lake es un lugar designado por el censo ubicado en el condado de Starke en el estado estadounidense de Indiana. En el Censo de 2010 tenía una población de 1557 habitantes y una densidad poblacional de 154,46 personas por km².

## Geografía
Koontz Lake se encuentra ubicado en las coordenadas 41°24′44″N 86°28′39″O / 41.41222, -86.47750. Según la Oficina del Censo de los Estados Unidos, Koontz Lake tiene una superficie total de 10.08 km², de la cual 8.73 km² corresponden a tierra firme y (13.41%) 1.35 km² es agua.

## Demografía
Según el censo de 2010, había 1557 personas residiendo en Koontz Lake. La densidad de población era de 154,46 hab./km². De los 1557 habitantes, Koontz Lake estaba compuesto por el 97.17% blancos, el 0.13% eran afroamericanos, el 0.13% eran amerindios, el 0.13% eran asiáticos, el 0% eran isleños del Pacífico, el 0.71% eran de otras razas y el 1.73% pertenecían a dos o más razas. Del total de la población el 2.18% eran hispanos o latinos de cualquier raza.